# Pyrestes rugicollis
Pyrestes rugicollis là một loài bọ cánh cứng trong họ Cerambycidae.